# Atos Solomu
Atos Solomu (gr. Άθως Σολωμού, ur. 30 listopada 1985 w Limassolu) – piłkarz cypryjski grający na pozycji pomocnika. W reprezentacji Cypru zadebiutował w 2007 roku.